# Emma Hale Smith Bidamon
Emma Hale Smith Bidamon (født 10. juli 1804, død 30. april 1879) er mest kendt som værende Joseph Smiths første (-og eneste ifgl. Kristi Samfund) hustru. 
Emma blev døbt og dermed medlem af Joseph Smiths Kristi Kirke d. 28. juni 1830. Efter Joseph Smiths død blev Emma i Nauvoo og levede resten af sit liv som medlem af Kristi Samfund. -Hun blev ikke gendøbt, da Kristi Samfund mener at være den retmæssige fortsættelse af Joseph Smiths Kristi Kirke. D. 18. januar 1827 blev Emma gift med Joseph Smith, som hun forblev gift med indtil dennes død. Emma og Joseph fik flere børn, hvoraf en del døde som spædbørn. Deres søn Joseph Smith III blev Kristi Samfunds anden profet. D. 23. december 1847 blev Emma gift med sin anden mand Lewis C. Bidamon, som hun var gift med til sin død. Emma brød sig aldrig om Joseph Smiths flerkoneri, som startede da Joseph Smith giftede sig med deres adoptivdatter Fanny Alger i begyndelsen af 1833, da Alger var 16 år gammel. På trods af at de fleste andre mormonsekter og ikke mormonske forskere er enige om, at Joseph Smith giftede sig med mindst 33 andre kvinder end Emma, anerkendes dette ikke af det andet største mormonske trossamfund, Kristi Samfund. Emma selv benægtede alt om flerkoneriet efter Josephs død, på trods af stærke beviser på det modsatte, samt hendes egne tidligere udtalelser. 
Emma nævnes i mormonernes hellige skrift Lære og Pagter i kapitel 25 og 132 (Mormonkirkens nuværende udgave) eller i kapitel 24 (Kristi Samfunds nuværende udgave). Emma nævntes i kapitel 26 i Befalingernes Bog, som senere blev afløst af Lære og Pagter. I den første udgave af Lære og Pagter blev Emma nævnt i kapitel 48.